# 重ね合わせの原理 (電気回路)

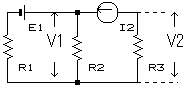
電源を複数持つ回路の例

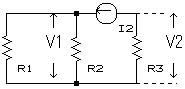
電圧源を除いた回路

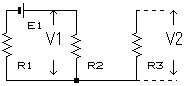
電流源を除いた回路

重ね合わせの原理（かさねあわせのげんり、英: superposition theorem）は、電気回路計算に利用される手法のひとつである。重ね合わせの理（かさねあわせのり）、重畳の理とも呼ばれる。
電源を複数持つ線型回路において、任意点の電流および任意点間の電圧は、それぞれの電源（電圧源および電流源）が単独に存在していた場合の和に等しい。なお、電圧源、電流源をそれぞれ取り除くとき、前者は短絡、後者は開放したものとして考える。

## 計算の例
右の回路において、電圧源の起電力を E1、電流源の起電力を I2、電気抵抗をそれぞれ R1、R2、R3、電圧をそれぞれ V1、V2 とする。
I2 を取り除いて考えると
{\displaystyle V_{11}={\frac {R_{2}}{R_{1}+R_{2}}}E_{1}}
E1 を取り除いて考えると
{\displaystyle V_{12}={\frac {R_{1}R_{2}}{R_{1}+R_{2}}}I_{2}}
よって
{\displaystyle V_{1}=V_{11}+V_{12}={\frac {R_{2}}{R_{1}+R_{2}}}(E_{1}+R_{1}I_{2})}